# Vestsjællands amt
Vestsjællands amt (danska: Vestsjællands Amt), på svenska även Västsjällands amt, var ett amt i östra Danmark. Amtet omfattade de västra och nordvästra delarna av ön Själland samt ett antal mindre närliggande öar som Sejerø, Nekselø, Sprogø, Agersø, Omø och Glænø. Staden Sorø var amtets residensstad.

## Administrativ historik
Vestsjællands amt bildades i samband med kommunreformen 1970 genom en sammanslagning av huvuddelarna av Holbæks och Sorø amt.
Sedan januari 2007 är området en del av Region Själland.

## Kommuner
Vestsjællands amt bestod av 23 kommuner:
| - Bjergsted kommun - Dianalund kommun - Dragsholm kommun - Fuglebjerg kommun - Gørlev kommun - Hashøj kommun - Haslev kommun - Holbæk kommun - Hvidebæk kommun - Høng kommun - Jernløse kommun - Kalundborg kommun | - Korsør kommun - Nykøbing-Rørvig kommun - Ringsted kommun - Skælskør kommun - Slagelse kommun - Sorø kommun - Stenlille kommun - Svinninge kommun - Tornved kommun - Trundholm kommun - Tølløse kommun |